# Compagnie de Pulpe de Chicoutimi
La Compagnie de Pulpe de Chicoutimi était une compagnie canadienne-française produisant de la pâte à papier à partir de sapins baumiers et d'épinettes au début du XXe siècle. En créant cette compagnie, Joseph-Dominique Guay avait pour objectif de relancer l'économie stagnante du Saguenay-Lac-Saint-Jean.  C'est en visitant l'Exposition universelle de 1893 se tenant à Chicago qu'il eut l'idée d'implanter une pulperie dans sa ville. Il s'agissait effectivement d'un choix judicieux considérant l'important essor économique de l'industrie du papier à travers le monde. En 1900, la CPC remportera la médaille d'or pour la qualité de sa pâte lors de l'Exposition universelle de Paris. C'est au cours de cette même année que la Pulperie de Chicoutimi fournira le papier journal au New York Times. À l'apogée de sa production, la Compagnie de Pulpe de Chicoutimi emploiera près de 2000 employés ce qui représentait, à cette époque, près du quart de la ville de Chicoutimi.  L'année 1930 fût fatidique pour Chicoutimi.  Elle marque la fin de la Compagnie de Pulpe et le commencement d'une crise économique qui s'échelonnera sur plus de 10 ans.   
Regroupées principalement dans la région du Saguenay-Lac-Saint-Jean, les installations de la compagnie étaient principalement gérées par l'homme d'affaires Julien-Édouard-Alfred Dubuc, considéré avec Joseph-Dominique Guay comme l'un de ses fondateurs. Monsieur Dubuc était même connu sous le nom du Roi de la Pulpe partout à travers le monde. Ce sont les ressources naturelles présentes sur le territoire qui a déterminé le lieu d'établissement de l'industrie.  
|  |

Le fonds d'archives de la Compagnie de Pulpe de Chicoutimi est conservé au centre d'archives du Saguenay de Bibliothèque et Archives nationales du Québec.